# 北朝鮮レストラン従業員集団脱出事件
北朝鮮レストラン従業員集団脱出事件は、2016年4月7日、中華人民共和国のいわゆる「北朝鮮レストラン」の従業員13人が、集団で大韓民国（韓国）に亡命（脱北）したとされる事件である。

## 概要
朝鮮民主主義人民共和国（北朝鮮）は、外貨獲得の一手段として国外で自国民による飲食店を経営しており、俗に「北朝鮮レストラン（北レス）」とよばれる。2016年4月7日、浙江省寧波市の北レス「柳京レストラン（柳京食堂、柳京餐廳）」の男性支配人1人・女性従業員12人の計13人が、上海空港を出発しクアラルンプールを経由して仁川国際空港から韓国に入国した。
自分たちの意思で脱北したとの見方のほかに、大韓民国国家情報院の関与で行き先を知らされないまま拉致されたとの見方がある